# Тшонув
Тшо́нув (пол. Trzonów) — село в Польше в сельской гмине Ксёнж-Вельки Мехувского повета Малопольского воеводства.
Село располагается в 8 км от административного центра гмины села Ксёнж-Вельки, в 18 км от административного центра повета города Мехув и в 47 км от административного центра воеводства города Краков.
В 1975—1998 годах село входило в состав Келецкого воеводства.